# Ornithoscelida
Clade
Sous-ordres de rang inférieur
- † Ornithischia
- Theropoda

Ornithoscelida est un clade de dinosaures proposé en 2017. Le nom Ornithoscelida a été introduit en 1869 dans la littérature scientifique par Thomas Huxley. Cette classification a été abandonnée au profit de celle proposée par Harry Govier Seeley, divisant les dinosaures en saurischiens et ornithischiens. Ce terme a été réintroduit en 2017 par Matthew Baron et ses collègues, proposant une nouvelle classification phylogénétique des dinosaures en regroupant les théropodes et les ornithischiens au sein de ce clade,.

## Le concept d'Huxley (1870)
Thomas Huxley définit initialement le terme Ornithoscelida dans une conférence donnée en 1869 et publiée en 1870 comme un ordre subdivisé en deux : l'ensemble Dinosauria d'une part et le dinosaure Compsognathus, nommé par Johann Wagner en 1861, qu'il place dans un nouveau groupe Compsognatha. Il caractérise le premier groupe par leurs vertèbres cervicales plus courtes et la longueur du fémur excédant la longueur du tibia, et le second groupe par des vertèbres cervicales plus longues et la longueur du fémur plus courte que la longueur du tibia. Il note que les caractéristiques de leurs os présentent de nombreuses caractéristiques apparentées aux oiseaux. Dans sa classification, Huxley divise les dinosaures en trois familles, les Megalosauridae, les Scelidosauridae et les Iguanodontidae.
La classification tombe ensuite en désuétude, au profit de celle proposée en 1887 par Harry Seeley qui divise les dinosaures en deux groupes, les saurischiens et les ornithischiens, devenant la classification standard.

## L'hypothèse moderne du clade Ornithoscelida
Au début du XXIe siècle, de meilleures descriptions des ornithischiens primitifs Heterodontosaurus et Lesothosaurus augmentent considérablement les informations disponibles sur les origines de ce groupe de dinosaures. En mars 2017, Matthew Baron, David Norman et Paul Barrett publient une analyse dans la revue Nature dans laquelle les dinosaures théropodes, auxquels la famille Herrerasauridae n'est plus rattachée, sont plus proches des ornithischiens que des sauropodomorphes, groupe comprenant les sauropodes. Le clade regroupant Theropoda et Ornithischia est nommé Ornithoscelida et défini comme « le clade le moins inclusif qui inclut Passer domesticus et Triceratops horridus ».
Le cladogramme suivant montre la classification des dinosaures et la place de Ornithoscelida proposée par Matthew Barron et ses collègues :
|  | †Herrerasauridae |
|  |                  |
|  | †Sauropodomorpha |
|  |                  |

|  | †Ornithischia |
|  |               |
|  | Theropoda     |
|  |               |

|  | †Herrerasauridae |
|  |                  |
|  | †Sauropodomorpha |
|  |                  |

|  | †Ornithischia |
|  |               |
|  | Theropoda     |
|  |               |

|  | †Herrerasauridae |
|  |                  |
|  | †Sauropodomorpha |
|  |                  |

|  | †Ornithischia |
|  |               |
|  | Theropoda     |
|  |               |

|  | †Herrerasauridae |
|  |                  |
|  | †Sauropodomorpha |
|  |                  |

|  | †Ornithischia |
|  |               |
|  | Theropoda     |
|  |               |

|  | †Herrerasauridae |
|  |                  |
|  | †Sauropodomorpha |
|  |                  |

|  | †Ornithischia |
|  |               |
|  | Theropoda     |
|  |               |

|  | †Herrerasauridae |
|  |                  |
|  | †Sauropodomorpha |
|  |                  |

|  | †Ornithischia |
|  |               |
|  | Theropoda     |
|  |               |

|  | †Herrerasauridae |
|  |                  |
|  | †Sauropodomorpha |
|  |                  |

|  | †Ornithischia |
|  |               |
|  | Theropoda     |
|  |               |

|  | †Herrerasauridae |
|  |                  |
|  | †Sauropodomorpha |
|  |                  |

|  | †Ornithischia |
|  |               |
|  | Theropoda     |
|  |               |

Une étude subséquente, présentée par Parry, Baron et Vinther en 2017, montre comment, en utilisant le même ensemble de données de celles de l'article original de Baron et ses collègues, l'hypothèse du clade Ornithoscelida peut également être vérifiée à l'aide de différentes méthodes d'analyse phylogénétique comprenant le maximum de vraisemblance bayésien. La même étude, lors de l'analyse d'une version modifiée des données utilisées par Baron et ses collègues (2017), conclut également, lors de l'utilisation de certains types d'analyse, à un certain support pour l'hypothèse du clade Phytodinosauria, proposé par Robert Bakker en 1986.
L’hypothèse du clade Ornithoscelida est remise en question par une équipe de chercheurs internationaux en novembre 2017, à la suite d’un remaniement de la base de données anatomique originale. Ce remaniement produit le modèle traditionnel, avec Ornithischia et Saurischia comme taxons frères. Cependant, l'arbre traditionnel produit n'est pas statistiquement différent de l’hypothèse alternative du clade Ornithoscelida. Avec des ajustements mineurs apportés par Baron et ses collègues en réponse à cette étude, la classification avec Ornithoscelida s'avère préférable au modèle traditionnel une fois encore.